# Морфологія ґрунтів
Морфологія ґрунтів (грец. морфа — форма; логос — слово, вчення) — розділ ґрунтознавства, предметом якого є зовнішні — морфологічні ознаки ґрунтів, що віддзеркалюють їх внутрішні генетичні властивості, режими, сучасні та колишні процеси і умови ґрунтотворення. Є одним з основних розділів ґрунтознавства, який в концентрованому вигляді відображає історію ґрунтоутворення в процесі трансформації ґрунтів та їх еволюції з гірських порід. Морфологія ґрунтів являє собою інформаційну і методологічну основу для розвитку класифікаційного і географічного напрямків в сучасному ґрунтознавстві.
Складовою частиною морфології ґрунтів є мікроморфологія ґрунтів.
Основні напрями морфології ґрунтів:
- Морфологія ґрунтів — вчення про морфологічну організацію ґрунтів.
- Морфологія ґрунтоутворення — напрям, предметом якого є морфологічні (діагностичні) ознаки елементарних ґрунтових процесів.
- Морфологічний аналіз ґрунту — система знань і методів ґрунтових досліджень.

## Морфологічна організація ґрунтів
З точки зору морфології ґрунт — це багаторівнева ієрархічна система, що складається з морфологічних елементів різного рівня.
Морфологічними елементами ґрунту є будь-яке природне внутрішньоґрунтове тіло, утворення або включення  з чіткими або дифузними межами, наприклад, генетичні горизонти, структурні агрегати, новоутворення, включення і пори. Різняться вони між собою за формою і зовнішніми властивостями — морфологічними ознаками.
За Корнблюмом Э. А.  виділяють такі морфологічні елементи:
- Морфеми — прості морфологічні елементи без внутрішніх меж (окремі кристали або друзи кристалів солей, мономінеральні механічні елементи, прості пори,  окремі корені). Морфеми одного типу формують поліморфеми, а гетероморфні прості морфологічні елементи — гетероморфеми.
- Морфони — складні (складові) морфологічні елементи, що утворені різнотипними морфемами. Морфоном є, наприклад, карбонатна конкреція, складена різними морфемами (кристалами солей, порами, включеннями зерен кварцу). Суцільний глейовий горизонт без виразних меж між морфемами також виступає фактично одним морфоном. Виділяють поліморфони, гетероморфони і полігетероморфони.

Морфологічними ознаками ґрунтів є форма елементів, характер їх меж, забарвлення, взаємне розташування та співвідношення в просторі твердих часток і зв’язаних з ними пор, характер поверхні, щільність, твердість, липкість, пластичність, гранулометричний склад, загальна потужність ґрунтового профілю і окремих його генетичних горизонтів, характер переходів між горизонтами, форми новоутворень і включень тощо. 
Основні морфологічні ознаки ґрунтів:
- будова профілю — чергування генетичних горизонтів ґрунту та їх потужність.

За Б. Г. Розановим виділяють 10 типів будови ґрунтового профілю у залежності від співвідношення різних генетичних горизонтів:

Прості профілі
1. Примітивний
2. Неповнорозвинутий
3. Нормальний
4. Слабодиференційований
5. Порушений (еродований)

Складні профілі
1. Реліктовий
2. Багаточленний
3. Поліциклічний
4. Порушений (перевернутий)
5. Мозаїчний

Для позначення генетичних горизонтів в Україні використовується система індексів, що розроблена О. Н. Соколовським , М. К. Крупським, Г. С. Гринем. Основні індекси:

Т — торф’яний;

ТН — торф’яно-перегнійний;

ТЗ — торф’яно-мінеральний;

Нл — лісова підстилка;

Нс — степова повсть;

Н — (грец. humus — гумус) гумусовий;

Е — (лат. eluo — вимивати) елювіальний (щодо колоїдів);

I — (лат. influo — вмивати) ілювіальний (щодо колоїдів);

Pf — псевдофібровий;

R — ортзандовий;

Rt — ортштейновий;

Si — солонцевий;

Gl — глейовий;

M — мергелистий;

P — ґрунтотворна порода;

D — підстилаюча порода.
Додаткові індекси, що відображають відокремлені морфологічні елементи ґрунту, включення в ґрунті, а також ознаки, пов’язані з діяльністю людини:

k — карбонати;

s — легкорозчинні солі;

r — м’які залізисто-марганцеві стягнення та пунктуації;

rt — щільні залізисто-марганцеві конкреції;

rk — карбонатні конкреції; 

t — уламки твердих безкарбонатних порід; 

tk — уламки твердих карбонатних порід; 

f — вохра; 

z — копроліти, червоточини, кротовини; 

dn — ознаки ерозії (денудації);

dl — делювіальні наносні горизонти;

de — еолові наносні горизонти;

al — алювіальні наносні горизонти;

a — орні горизонти (від лат. arvum — поле);

ag — насипні рекультивовані горизонти (agger — насип);

pl — плантажовані горизонти;

mo — ознаки, пов'язані зі зрошенням;

m — ознаки, пов'язані з осушенням.

— Перехідні горизонти, що сполучають в однаковій мірі ознаки двох сусідніх горизонтів, позначаються символами суміжних горизонтів (наприклад, НЕ — гумусово-елювіальний горизонт).

— Перехідні горизонти, що сполучають ознаки різного ступеня виразності, позначають символами із великої і малої літери (наприклад, Нр, Ph).
  
— Поховані горизонти записують у квадратних дужках (наприклад, [Н]).

— Локальна концентрація новоутворення чи включення, чи дуже слабко виражена ознака позначається символом у дужках (наприклад, P(h)).

— Ознаку в нижній частині горизонту відокремлюють косою рискою, (наприклад, P/k).
- колір ґрунту, що обумовлюється кольором мінералів і поєднанням в ньому таких основних речовин:

1. темнофарбованих органічних та органо-мінеральних речовин;
2. окисів заліза і марганцю (бурі, помаранчеві,жовті, червоні кольори),
3. кремнеземом, вуглекислими важкорозчинними солями, гідратами окису алюмінію (біле забарвлення),
4. закисними сполуками заліза (сизі, зелені та блакитні кольори).

- структура ґрунту — форма і розмір структурних окремостей, на які природно розпадається ґрунт.
- складення ґрунту — за С. І. Долговим — це характер взаємного розташування в просторі елементарних ґрунтових частинок і ґрунтових агрегатів і притаманні цьому розташуванню величина, роздробленість і конфігурація порового простору ґрунту. Кількісними характеристиками складання ґрунту можуть бути величини щільності (об'ємної маси) або загальної, капілярної, некапілярної пористості.

За Розановим Б. Г. прийнято виділяти шість рівнів морфологічної організації ґрунту:

І рівень — атомарний.

II рівень — кристало-молекулярний.

III — рівень елементарних ґрунтових часток (механічних елементів).

IV рівень — агрегатний стан ґрунтів.

V — рівень ґрунтових горизонтів.

VI рівень — ґрунтовий профіль або ґрунтовий індивідуум.

Основним методом дослідження морфологічних ознак ґрунту є профільний метод — дослідження ґрунту (ґрунтового профілю) в ґрунтовому розрізі. 